# Heidenstein (Lochstein)
Der Heidenstein ist ein Lochstein in Niederschwörstadt in Baden-Württemberg und diente ursprünglich als Eingangsstein einer Megalithanlage. Der Stein ist eine Muschelkalktafel, die in der oberen Hälfte ein ovales Loch mit 45 cm Durchmesser aufweist.
Ein ähnliches Seelenloch besitzen die zur selben Gattung gehörenden Anlagen Pierre-Percée in Courgenay im Schweizer Jura, der Pierre Trouée von Aizier in der Normandie und der Dolmen von Degernau im Landkreis Waldshut. Der Ausdruck „Seelenloch“ beruht auf der Vorstellung, die Errichter der Anlagen hätten das Loch in der Frontplatte ausgespart, um den Seelen der Bestatteten die Reise ins Jenseits zu ermöglichen.
Das Kollektivgrab, das eine West-Ost-Ausrichtung besaß, wurde in der Endphase der jüngeren Steinzeit etwa um 3000 v. Chr. errichtet und vor 150 Jahren zerstört. Erhalten blieb nur der Portalstein. Die Gattung dieser Gräber bezeichnet man als Steinkisten oder Galeriegrab. Bei Ausgrabungen fand man Gebeine, aber auch einige Knochen von Tieren, die auf Opferhandlungen hindeuten.
Weitere Dolmen im Jura findet man in Degernau, Laufen, Aesch und Courgenay.